# محمد الطائي (لاعب كرة قدم)
محمد الطائي (من مواليد 15 يونيو 2000) هو لاعب كرة قدم عراقي محترف يلعب كلاعب وسط في ويلينجتون فينيكس. وهو يمثل منتخب العراق على المستوى الدولي.

## حياة مهنية

### نيوكاسل جيتس
انضم الطائي بعد التحاقه بأكاديمية ويسترن سيدني واندرارز وبرنامج NPL، إلى نيوكاسل جيتس قبل موسم 2021-22، على أمل أن يخرج لأول مرة في الدوري الأسترالي.
وفي ختام موسم 2022-23 بالدوري الأسترالي، رحل التاي عن نادي نيوكاسل بعد 29 مباراة بجميع المسابقات على موسمين.

### ويلينجتون فينيكس
وقع الطائي على ويلينجتون فينيكس قبل موسم 2023-24.

## إحصائيات
آخر تحديث 15 تشرين الاول 2024.
| منتخب العراق | منتخب العراق | منتخب العراق | منتخب العراق |
| السنة        | المباريات    | الأهداف      |              |
| ------------ | ------------ | ------------ | ------------ |
| 2024         | 2            | 0            |              |
| المجموع      | 2            | 0            |              |